# Wohn- und Wirtschaftsgebäude Wremer Specken 7
Das Wohn- und Wirtschaftsgebäude Wremer Specken 7, nordöstlich der Kirche in der niedersächsischen Gemeinde Wurster Nordseeküste, Ortsteil Wremen, im Landkreis Cuxhaven, stammt Anfang des 19. Jahrhunderts.
Aktuell (2024) wird es als Wohnhaus mit Ferienwohnung genutzt.
Das Gebäude steht unter Denkmalschutz (siehe auch Liste der Baudenkmale in Wurster Nordseeküste).

## Beschreibung
Das eingeschossige giebelständige Wohn- und Wirtschaftsgebäude als Vierständer-Hallenhaus in Backstein mit reetgedecktem Satteldach (ursprünglich vermutlich mit Walm), mit der regionaltypischen Verbretterung im oberen Giebeldreieck, der Grooten Door mit Korbbogen und neuer Türanlage in Glas, wurde 1815 (Inschrift) gebaut.
Das Landesdenkmalamt befand u. a.: „… massives regionstypisches Gebäude in Form eines Vierständer-Hallenhauses …“